# Деметр
Деметр, также Денетриос (арм. Դեմետր) — божество в армянской мифологии, брат Гисане.

## Описание
Согласно мифу, князья Деметр и Гисане — братья родом из Индии, навлекли гнев своего правителя и бежали в Армению. Царь Вагаршак жалует им страну Тарон (Западная Армения, на востоке современной Турции), в которой они строят город Вишап. Через 15 лет царь убивает обоих братьев, а власть в Тароне передаёт их трём сыновьям, которые воздвигают на горе Каркэ статуи своих родителей-богов Деметра и Гисане, а служение им поручают своему роду.

### Происхождение имени
Имя Деметр, по-видимому, восходит к имени богини Деметры. Вероятно, в районе, где стояли идолы Деметра и Гисане, у древних армян почиталось божество Сандарамет-Деметр, а так как слово «сандарамет» по-армянски означает «земля», «недра земли» и «ад», то эта местность считалась воротами в ад.
На территории исторической Армении (особенно Тарона) сохранились воспоминания о Деметре и Гисане /или Гисанна/ как почитаемых богах языческого периода. Вероятно, оно представляет собой отражение предания записанное в надписях шумерского эпоса «Думузи и Инанна» /об Инанне (правительницы Месопотамии) и Думузи (жреце Аратты) с сестрой Гештинанне/ в древнеармянском пантеоне.